# Hypena hedychroa
Hypena hedychroa là một loài bướm đêm trong họ Erebidae.